# نیرسکو
نیرسکو (به چکی: Nýrsko) یک منطقهٔ مسکونی در جمهوری چک است که در ناحیه کلاتووی واقع شده‌است. نیرسکو ۴٬۹۵۷ نفر جمعیت دارد.